# Мадера (Калифорния)
Мадера (англ. Madera) — город в штате Калифорния, США. Административный центр округа Мадера. В 2010 году в боро проживали 61 416 человек.
Город находится в долине Сан-Хоакин.

## История
Мадера была основана как город при лесопилке в 1876 году. Первый почтовый офис был открыт в 1877 году. В 1893 году округ Мадера стал частью штата Калифорния. Город Мадера был инкорпорирован в 1907 году.

## Население
| Год переписи | Нас.  |  | %±     |
| ------------ | ----- |  | ------ |
| 1880         | 217   |  | —      |
| 1890         | 950   |  | 337,8% |
| 1910         | 2404  |  | 153,1% |
| 1920         | 3444  |  | 43,3%  |
| 1930         | 4665  |  | 35,5%  |
| 1940         | 6457  |  | 38,4%  |
| 1950         | 10497 |  | 62,6%  |
| 1960         | 14430 |  | 37,5%  |
| 1970         | 16044 |  | 11,2%  |
| 1980         | 21732 |  | 35,5%  |
| 1990         | 29281 |  | 34,7%  |
| 2000         | 43207 |  | 47,6%  |
| 2010         | 61416 |  | 42,1%  |
| 2016         | 64444 |  | 4,9%   |

По данным переписи 2010 года население Мадера составляло 61 416 человек (из них 51,0 % мужчин и 49,0 % женщин), в городе было 15 938 домашних хозяйств и 12 888 семей. На территории города было расположено 17 049 построек со средней плотностью 417 построек на один квадратный километр суши. Расовый состав: белые — 49,9 %, афроамериканцы — 3,4 %, азиаты — 2,2 %, коренные американцы — 3,1 %. 76,7 % имеют латиноамериканское происхождение.
Население города по возрастному диапазону по данным переписи 2010 года распределилось следующим образом: 34,7 % — жители младше 18 лет, 5,8 % — между 18 и 21 годами, 51,9 % — от 21 до 65 лет и 7,6 % — в возрасте 65 лет и старше. Средний возраст населения — 26,6 лет. На каждые 100 женщин в Мадере приходилось 104,0 мужчин, при этом на 100 совершеннолетних женщин приходилось уже 103,3 мужчин сопоставимого возраста.
Из 15 938 домашних хозяйств 80,9 % представляли собой семьи: 53,5 % совместно проживающих супружеских пар (32,2 % с детьми младше 18 лет); 18,3 % — женщины, проживающие без мужей и 9,1 % — мужчины, проживающие без жён. 19,1 % не имели семьи. В среднем домашнее хозяйство ведут 3,82 человека, а средний размер семьи — 4,09 человека. В одиночестве проживали 14,9 % населения, 6,7 % составляли одинокие пожилые люди (старше 65 лет).

## Экономика
В 2016 году из 44 491 человека старше 16 лет имели работу 24 376. При этом мужчины имели медианный доход в 33 194 долларов США в год против 34 372 долларов среднегодового дохода у женщин. В 2016 году медианный доход на семью оценивался в 41 464 $, на домашнее хозяйство — в 40 034 $. Доход на душу населения — 15 131 $ в год. 24,3 % от всего числа семей в Мадере и 26,3 % от всей численности населения находилось на момент переписи за чертой бедности.